# Tupolev Tu-141
Il Tupolev Tu-141 Strizh (rondone in russo) è un aeromobile a pilotaggio remoto da ricognizione a medio raggio sviluppato in Unione Sovietica alla fine degli anni sessanta dall'OKB-156 di Andrej Nikolaevič Tupolev. Il primo volo avvenne alla fine del 1974, ed entrò in servizio nel 1979. Utilizzato solo dall'aviazione sovietica, non fu mai esportato. Tuttavia, dopo la dissoluzione dell'unione Sovietica, diversi esemplari finirono nelle aviazioni militari delle neonate repubbliche.
La produzione complessiva ammonta a 152 esemplari, prototipi inclusi.
Inizialmente, ne venne teorizzata anche una versione bersaglio, ma non ebbe seguito e rimase sulla carta.

## Tecnica
Il Tu-141 é un velivolo a forma di dardo con ala a delta ed alette canard a prua. Relativamente grande, ha una lunghezza di 14,33 metri ed un'apertura alare di 3,875, con un peso al lancio di 5.370 kg. La propulsione é assicurata da un turbogetto KR-17A da 2.000 kgf, sistemato sulla coda. Sopra di esso, vi é una singola deriva.
La velocità massima è di 1.000 km/h, e l'autonomia di 1.000 km. La quota operativa raggiunge i 6.000 metri.
L'equipaggiamento di missione comprende telecamere, fotocamere all'infrarosso e radar.

## Impiego operativo
Il drone è stato impiegato dal 1979 al 1989 in ricognizioni sul confine occidentale dell'Unione Sovietica per poi essere gradualmente dismesso e sostituito con modelli più moderni ma ne restano molti esemplari in riserva.
L'11 marzo 2022 un esemplare è precipitato nei pressi di Zagabria probabilmente proveniente dall'Ucraina.
Tra il 4 e il 5 dicembre 2022 due esemplari, modificati dagli ucraini con l'aggiunta di una carica di 75 kg di esplosivo ciascuno, hanno probabilmente colpito rispettivamente la base aerea militare russa di Dyagilevo, nei pressi di Rjazan' e quella di Engels-2 situata vicino a Saratov causando incendi ed alcune vittime.
Si ha notizia di abbattimenti il 6 febbraio 2023 presso Konotop, Oblast di Sumy e il 27 marzo 2023 vicino al villaggio di Kireevsk, nella regione d Tula.